# Jean-Joseph Ruaulx de La Tribonnière
Jean-Joseph Ruaulx de La Tribonnière,  né vers 1770 et mort le 10 ou le 12 janvier 1796 à Guer, était un chef chouan, colonel de la division de Mordelles dans l'Armée catholique et royale de Rennes et de Fougères.

## Famille
Jean-Joseph Ruaulx de La Tribonnière est né dans une famille d'ancienne bourgeoisie originaire de Bretagne qui a conservé le nom de la terre qu'elle possédait jadis, issue de Jean Ruaulx, sieur de La Tribonnière (inhumé le 9 juin 1685), syndic de Hédé, (Ille-et-Vilaine. *Maître Jean-Olivier Ruaulx, sieur de La Tribonnière (1697-1748), était avocat au Parlement de Bretagne. 
Jean-Joseph commandait la division de Mordelles qui contrôlait les territoires situés entre Rennes et Redon et disposait de 1 000 hommes sous ses ordres. Il fut tué lors d'une attaque contre Guer.

## Regards contemporains
« Joseph de La Tribonnière , habitant de la ville de Rennes, né de parents aussi respectables que respectés, était âgé d'environ vingt-deux ans, d'une taille élégante, et d'une figure superbe; alliant la douceur à la fermeté, la dignité à la modestie, le sang-froid et l'intelligence à l'intrépidité, et à tout cela les avantages d'une éducation solide; il n'a été surpassé en vertus morales et guerrières par aucun de ceux ds chefs royalistes qui ont acquis le plus de célébrité. Il aurait honoré tous les rangs. Enlevé à mon amitié, lorsque je lui en destinais un plus digne de son mérite, sa mort prématurée, dont je parlerai plus tard, a privé son pays d'un homme fait pour être un de ses ornements, et chacun de ses compagnons, d'un exemple et d'un ami. »

— Joseph de Puisaye